# Clockwork Revolution
Clockwork Revolution es un próximo videojuego de rol de acción desarrollado por InXile Entertainment y publicado por Xbox Game Studios. El juego está programado para lanzarse para Windows y Xbox Series X/S.

## Jugabilidad
Clockwork Revolution es un juego de rol de acción que se juega desde una perspectiva en primera persona. Cuenta con combates que cambian el tiempo, sistemas de juego de rol y creación de personajes. Los jugadores utilizarán el cronómetro, un aparato para viajar en el tiempo. Esto le podrá permitir al jugador viajar en el tiempo, elegir cómo influir en el pasado y luego regresar al presente para experimentar los efectos de sus decisiones. Además, contará con armas que son una mezcla de tecnología steampunk y armas de fuego de finales del siglo XIX, incluidos revólveres, repetidores de palanca y ametralladoras Gatling modificadas y una variedad de mosquetes.

## Trama
Avalon, la metrópolis de la era victoriana steampunk, sirve como escenario principal de Clockwork Revolution. En la ciudad, los fabricantes adinerados reemplazan sus extremidades perdidas con elaboradas prótesis de relojería, y los esclavos mecánicos atienden todas las necesidades de sus amos. Pero las fuentes de estos avances tecnológicos son siniestras: Lady Ironwood utiliza el viaje en el tiempo para alterar eventos en el pasado de Avalon con el fin de mantener la jerarquía social que la beneficia a ella y a sus compañeros residentes de clase alta. El juego explora temas políticos, sugiriendo la presencia de diferentes facciones e ideologías con las que los jugadores pueden alinearse.

## Desarrollo
Clockwork Revolution es el primer juego AAA de InXile Entertainment en Xbox Game Studios. También es su juego más importante en términos de alcance y presupuesto. Este se anunció por primera vez en Xbox Games Showcase el 12 de junio de 2023. Es un juego de rol de acción dirigido por Chad Moore como director del juego y Jason Anderson como diseñador principal. El juego se lanzará para Windows y Xbox Series X y Series S. El 30 de enero de 2024, InXile Entertainment anunció que se asociará con el recién fundado estudio de videojuegos Shapeshifter Games para desarrollar Clockwork Revolution. Esta empresa ofrecerá soporte de codesarrollo para el título.